# Indoor Voices
Indoor Voices, född 14 april 2011 i Lexington i Kentucky, är en amerikansk varmblodig travhäst. Hon tränas sedan 2016 av Roger Walmann och körs oftast av Örjan Kihlström. Tidigare tränades hon av Frode Hamre i Norge.
Indoor Voices började tävla hösten 2014. Hon har till augusti 2019 sprungit in 2,8 miljoner kronor på 82 starter varav 14 segrar, 12 andraplatser och 16 tredjeplatser. Bland hennes främsta meriter räknas en andraplats i Gulddivisionen (jan 2018).